# すべてはその朝始まった
『すべてはその朝始まった』（原題：Derailed）は、2005年制作のアメリカ合衆国のスリラー映画。ミカエル・ハフストローム監督。出演はクライヴ・オーウェン、ジェニファー・アニストン、ヴァンサン・カッセルら。日本では劇場未公開。

## あらすじ
妻と娘と幸せな日々を送るごく普通のビジネスマンのチャールズはある日、通勤電車の中で大手金融会社の投資アドバイザーをしているルシンダという美しい女性と偶然知り合う。彼女にも愛する夫と娘がいた。
2人は通勤電車の中で会話を重ねるうちに次第に打ち解け、親密になっていく。そして、はやる情愛を押さえ切れなくなった2人は場末のホテルへ向かい、ついに一夜を共にすることに。
するとその情事のさなか、1人の男が銃を持って押し入って来た。2人の秘密を知ったその男ラロシュはチャールズを恐喝、それは次第にエスカレートしていく。

## キャスト
- チャールズ：クライヴ・オーウェン（吹替：東地宏樹）
- ルシンダ：ジェニファー・アニストン（吹替：大坂史子）
- ラロシュ：ヴァンサン・カッセル（吹替：内田直哉）
- ディアナ：メリッサ・ジョージ（吹替：林佳代子）
- チャーチ：ジャンカルロ・エスポジート（吹替：千田光男）
- デクスター：イグジビット（吹替：志村知幸）
- ウィンストン：RZA（吹替：桐本琢也）
- エイミー：アディソン・ティムリン（吹替：峯香織）
- サム：デヴィッド・モリッシー
- エリオット：トム・コンティ
- ジョージナ・チャップマン
- デニス・オヘア
- レイチェル・ブレイク
- デヴィッド・オイェロウォ

## 評価
レビュー・アグリゲーターのRotten Tomatoesでは125件のレビューで支持率は21%、平均点は4.70/10となった。Metacriticでは34件のレビューを基に加重平均値が40/100となった。